# Стандартные физические характеристики астероида
Для большинства пронумерованных астероидов известны всего несколько физических параметров. Всего несколько сотен астероидов имеют собственные страницы в Википедии, на которых содержится название, обстоятельства открытия, таблица элементов орбиты и ожидаемые физические характеристики.
Цель этой страницы — объяснить происхождение общих физических данных об астероидах.
Статьи об астероидах создавались на протяжении большого времени, поэтому всё нижеизложенное может не относиться к некоторым статьям.

## Размеры
Данные о размерах астероидов берутся из IRAS. Для многих астероидов, анализ изменений отражённого света во времени предоставляет информацию о направлении оси вращения и порядке размеров.
Существует возможность уточнить ожидание о размерах. Размеры небесного тела представляются в виде трёхосного эллипсоида вращения, длины осей которого перечислены в порядке убывания, в виде a×b×c. Если мы имеем соотношения диаметров μ = a/b, ν = b/c, полученных из измерения изменений отражённого света во времени, и средний диаметр d, можно выразить диаметр в виде среднего геометрического {\displaystyle d=(abc)^{\frac {1}{3}}}, и получить три диаметра эллипсоида:
{\displaystyle a=d\,(\mu ^{2}\nu )^{\frac {1}{3}}}
{\displaystyle b=d\,\left({\frac {\nu }{\mu }}\right)^{\frac {1}{3}}}
{\displaystyle c={\frac {d}{(\nu ^{2}\mu )^{\frac {1}{3}}}}}
При отсутствии других данных, оценку среднего диаметра малых планет и астероидов в км с возможной погрешностью порядка нескольких десятков процентов делают по их абсолютной звёздной величине (H) в предположении альбедо, равного средней величине 0,072:
{\displaystyle lgd=3,566-0,2lgH}

## Масса
Если не прибегать к подробным определениям массы, масса M может быть получена из диаметра и (ожидаемых) значений плотности ρ, которые соотносятся как:
{\displaystyle M={\frac {\pi abc\rho }{6}}}
Такой расчёт, в случае неточности, помечается тильдой «~». Кроме таких «неточных» расчётов, массы крупных астероидов могут быть рассчитаны из их взаимного притяжения, что оказывает влияние на их орбиты, или когда астероид имеет орбитального компаньона с известным радиусом орбиты. Массы наибольших астероидов 1 Церера, 2 Паллада и 4 Веста могут быть определены таким образом по их влиянию на орбиту Марса. Хотя изменения орбиты Марса будут крошечными, они могут быть измерены радиолокацией с Земли космических аппаратов на поверхности Марса, например, «Викингов».

## Плотность
В отличие от нескольких астероидов с измеренной плотностью, плотность остальных астероидов является предполагаемой.
Для многих астероидов предполагается значение плотности ρ~2 г/см3.
Тем не менее, лучшие догадки могут быть получены, если принимать во внимание спектральный класс астероида. Расчёты показывают средние плотности для астероидов C, S, и M класса соответственно 1,38, 2,71, и 5,32 г/см3. Принимая во внимание эти расчёты, мы получим лучшее ожидание плотности, чем исходные 2 г/см3.

## Гравитация на поверхности

### Гравитация на поверхности сферического тела
Для сферического тела, ускорение свободного падения на поверхности (g) определяется так:
{\displaystyle g_{\rm {spherical}}={\frac {GM}{r^{2}}}}
Где G = 6,6742⋅10−11 м3с−2кг−1 — гравитационная постоянная, M — масса тела и r — его радиус.

### Несферическое тело
Для тел несферической формы гравитация будет отличаться в зависимости от местоположения. Указанная выше формула всего лишь приближение, точные расчёты весьма трудоёмки. В общем случае величина g в более близких к центру масс точках поверхности обычно несколько выше, чем в более удалённых от центра масс точках поверхности.

### Центробежная сила
На поверхности вращающегося тела вес объекта на поверхности такого тела (кроме полюсов) будет уменьшаться на величину центробежной силы. Центробежное ускорение на широте θ вычисляется так:
{\displaystyle g_{\rm {centrifugal}}=-\left({\frac {2\pi }{T}}\right)^{2}r\sin \theta }
где T — период вращения в секундах, r — экваториальный радиус, и θ — широта. Эта величина максимизируется на экваторе, где sinθ=1. Знак «минус» показывает, что центробежное ускорение имеет обратное направление по отношению к ускорению свободного падения g.
Эффективное ускорение будет являться суммой двух вышеуказанных ускорений:
{\displaystyle g_{\rm {effective}}=g_{\rm {gravitational}}+g_{\rm {centrifugal}}\ .}

### Двойные системы
Если тело, о котором идёт речь, является компонентом двойной системы и другой компонент имеет сравнимую массу, влияние второго тела может быть значительным.

## Вторая космическая скорость
Для ускорения свободного падения на поверхности g и радиуса r тела, имеющего сферическую симметрию, вторая космическая скорость равна:
{\displaystyle v_{e}={\sqrt {2gr}}}

## Период вращения
Период вращения берётся из анализа изменений отражённого света во времени.

## Спектральный класс
Спектральный класс астероида берётся из классификации Толена.

## Абсолютная звёздная величина
Абсолютная звёздная величина берётся из IRAS.

## Альбедо
Обычно берётся из IRAS. Там указано геометрическое альбедо. Если данных нет, то альбедо принимается равным 0,1.

## Температура поверхности

### Средняя
Простейший метод, который даёт приемлемые результаты состоит в том, что мы принимаем поведение астероида за поведение серого тела в термодиномическом равновесии с попадающим на него солнечным излучением. Потом среднюю температуру можно получить приравнивая среднюю получаемую и излучаемую тепловую энергию. Средняя получаемая мощность равна:
{\displaystyle R_{\mbox{in}}={\frac {(1-A)L_{0}\pi r^{2}}{4\pi a^{2}}},}
где {\displaystyle A} — альбедо астероида (точнее, альбедо Бонда), {\displaystyle a} — большая полуось, {\displaystyle L_{0}} — солнечная светимость (принимается равной 3,827×1026 Вт) и {\displaystyle r} — радиус астероида. В расчёте также принимается, что коэффициент поглощения равен {\displaystyle 1-A}, астероид имеет сферическую форму, орбита астероида имеет нулевой эксцентриситет, и излучение Солнца изотропно.
Используя модификацию закона Стефана — Больцмана для серого тела, получаем излучаемую мощность (со всей сферической поверхности астероида):
{\displaystyle R_{\mbox{out}}=4\pi r^{2}\epsilon \sigma T^{4}{\frac {}{}},}
Где {\displaystyle \sigma } — константа Стефана — Больцмана (5,6704×10−8 Вт/м²K4), {\displaystyle T} — температура в кельвинах, и {\displaystyle \epsilon } — тепловая излучательная способность астероида. Приравнивая {\displaystyle R_{\mbox{in}}=R_{\mbox{out}}}, можно получить
{\displaystyle T=\left({\frac {(1-A)L_{0}}{\epsilon \sigma 16\pi a^{2}}}\right)^{1/4}}
Используемое значение {\displaystyle \epsilon }=0,9 получено из подробных наблюдений некоторых больших астероидов.
Хотя этот метод даёт довольно хорошее значение средней температуры поверхности, температура в разных местах поверхности может сильно отличаться, что характерно для тел без атмосферы.

### Максимальная
Грубое приближение к значению максимальной температуры можно получить, принимая в расчёт что солнечные лучи попадают на поверхность перпендикулярно и поверхность в термодинамическом равновесии с падающим солнечным излучением.
Следующий расчёт даёт нам среднюю температуру «под солнцем»:
{\displaystyle T_{ss}={\sqrt {2}}\,T\approx 1,41\,T,}
Где {\displaystyle T} — средняя температура, рассчитанная ранее.
В перигелии излучение максимизируется, и
{\displaystyle T_{ss}^{\rm {max}}={\sqrt {\frac {2}{1-e}}}\ T,}
Где {\displaystyle e} — эксцентриситет орбиты.

### Измерение температуры и периодические изменения температуры
Наблюдение в инфракрасном спектре в сочетании с альбедо даёт прямое измерение температуры. Такое измерение температуры является моментальным, и температура астероида будет периодически меняться в зависимости от его расстояния от Солнца. Исходя из вышеизложенных расчётов,
{\displaystyle T={\rm {constant}}\times {\frac {1}{\sqrt {d}}},}
где {\displaystyle d} — расстояние от Солнца в данный конкретный момент. Если известен момент, относительно которого производится измерение, расстояние от Солнца может быть получено онлайн из орбитального калькулятора НАСА, и соответствующий расчёт может быть сделан с помощью вышеприведённого выражения.

### Проблема неточности альбедо
Существует загвоздка в использовании этих выражений для расчёта температуры конкретного астероида. Расчёт требует альбедо Бонда A (рассеяние падающего излучения во всех направлениях), в то время как IRAS даёт геометрическое альбедо p, которое показывает количество света, отражённого в направлении источника (Солнца).
Хотя эти данные коррелируют между собой, коэффициент имеет сложную зависимость от свойств поверхности. Измерение альбедо Бонда недоступно для большинства астероидов, поскольку требует измерения с большим углом относительно падающего света, что может быть получено только наблюдением непосредственно из пояса астероидов. Детализация моделирования поверхности и температурных свойств могут, базируясь на геометрическом альбедо, дать приближённое значение альбедо Бонда, но обозрение этих методов находятся за пределами этой статьи. Оно может быть получено для некоторых астероидов из научных публикаций.
За неимением лучшей альтернативы, лучшее из всего, что можно сделать, это принять эти альбедо равными, но помнить, что результатам расчётов будет присуща неточность.
Насколько велика эта неточность?
Глядя на примеры альбедо астероидов, разница между геометрическим альбедо и альбедо Бонда у каждого отдельного астероида бывает не больше 20 %. Поскольку рассчитываемая температура будет изменяться на значение (1 − A)1/4, зависимость достаточно слабая для типичного значения A ≈ p астероида 0,05—0,3.
Неточность расчёта температуры только по одному альбедо составит около 2 %, что даст разброс в температуре ±5 K.